# Enno
Enno ist ein männlicher Vorname.

## Herkunft und Bedeutung
Für den Namen Enno kommen verschiedene Herleitungen in Frage.
Einerseits kann es sich bei Enno um eine Variante von Ene handeln, dessen Herleitung ebenfalls umstritten ist:
- Kurzform von Enevald[3], der sich aus den Elementen egg „Schärfe“, „Schwert“[4] oder ein „einer“, „allein“[5] und vald „Herrscher“, „mächtig“[6] zusammensetzt[7]
- Variante von Egino bzw. Agino[3][8], die eine Kurzform verschiedener Namen mit dem Element egg „Schärfe“, „Schwert“[4] (vgl. auch Eginhard bzw. Einhart[9])[10] oder agi „Schrecken“, „Herrschaft“[11][12]

Außerdem ist Enno eine estnische Variante von Enn, der estnischen Kurzform von Hendrik.
Als männliche Form von Enna finden sich folgende Möglichkeiten:
- Koseform verschiedener Namen mit der Endung -enna, -enne, -enni oder -enny
- Variante von Ena
  - nordische Schreibweise von Eithne[17]
  - weibliche Form von Enar[17], was sich aus den Elementen ein „einer“, „allein“ und her „Armee“ zusammensetzt[18][19]
  - Kurzform verschiedener Namen mit der Endung -ena oder -ene[17]
- nordische Schreibweise von Änne bzw. Änni, den deutschen Koseformen von Anna
- deutsche Kurzform verschiedener Namen die mit Ein- beginnen
- deutsche Kurzform verschiedener Namen die mit Ern- beginnen

## Verbreitung
Der Name Enno ist vor allem in Deutschland und Estland verbreitet, kommt aber auch in den Niederlanden und Albanien vor.
In den Niederlanden war der Name vor allem in den 1970er Jahren beliebt. Zuletzt wird er seltener vergeben. Von 1930 bis 2022 wurde der Name circa 720 Mal gewählt.
In Deutschland ist der Name mäßig beliebt. In den frühen 2000ern erlebte die Popularität des Namens ein erstes Hoch, jedoch wurde der Name in den späten 2000er Jahren nur noch selten vergeben. In den 2010er Jahren nahm die Beliebtheit wieder zu. Im Jahr 2021 belegte Enno Rang 120 der Hitliste. Besonders beliebt ist der Name in Niedersachsen und Mecklenburg-Vorpommern, vor allem in Ostfriesland und in der Region von Hamburg, Lübeck und Greifswald.
Der Name wird in Österreich seit 1984 nur gelegentlich vergeben. In den letzten 10 Jahren wurden etwa 20 Kinder so genannt. Auch in der Schweiz kommt er nicht häufig vor. Von Mitte der 2010er Jahre bis heute wurde Enno rund 30 Mal vergeben.
In den skandinavischen Ländern Dänemark, Norwegen und Schweden kommt der Name auch in der Namensgebung vor, aber in geringer Anzahl.
Seine Vergabe ist ebenfalls in den USA und Kanada nachgewiesen.

## Varianten
Neben Enno finden sich die selteneren Varianten Enne und Ennu.
Die weiblichen Varianten lauten Enna, Enne, Ennea, Enni, Ennie und Enny.

## Namenstag
Der Namenstag von Enno wird nach Einhard am 14. März gefeiert.

## Namensträger
- Enno I. (Ostfriesland) (1460–1491), Graf
- Enno II. (Ostfriesland) (1505–1540), Graf
- Enno III. (Ostfriesland) (1563–1625), Graf
- Enno Ludwig (Ostfriesland) (1632–1660), Graf

- Enno Aufderheide (* 1958), deutscher Biologe und Wissenschaftsmanager
- Enno Bahrs (* 1967), deutscher Agrarwissenschaftler, Agrarökonom und Steuerexperte
- Enno Becker (1869–1940), deutscher Jurist
- Enno Rudolph Brenneysen (1669–1734), ostfriesischer Kanzler
- Enno Budde (1901–1979), deutscher Jurist und Richter
- Enno Bunger (* 1986), deutscher Musiker
- Enno Burmeister (1929–2017), deutscher Architekt, Denkmalpfleger und Hochschullehrer
- Enno Bünz (* 1961), deutscher Historiker
- Enno Cirksena (um 1380–um 1450), ostfriesischer Häuptling
- Enno von Colomb (1812–1886), preußischer Generalleutnant und Autor
- Enno von Denffer (* 1947), deutscher Medienexperte, Verleger und Journalist
- Enno Dirksen (1788–1850), deutscher Mathematiker
- Enno Eimers (* 1936), deutscher Historiker
- Enno Freerksen (1910–2001), deutscher Anatom, Hochschullehrer und Nationalsozialist
- Enno Hagenah (* 1957), deutscher Politiker
- Enno Heidebroek (1876–1955), deutscher Maschinenbau-Ingenieur und deutscher Hochschullehrer
- Enno Wilhelm Hektor (1820–1874), deutscher Schriftsteller
- Enno Hesse (* 1982), deutscher Schauspieler
- Enno Kalisch (* 1973), deutscher Filmschauspieler, Sprecher und Improvisationskünstler
- Enno Lenze (* 1982), deutscher Museumsdirektor, Journalist und Autor
- Enno Littmann (1875–1958), deutscher Orientalist
- Enno von Loewenstern (1928–1993), deutscher Journalist
- Enno Lolling (1888–1945), deutscher Arzt und SS-Mitglied
- Enno Narten (1889–1973), deutsche Persönlichkeit des frühen Wandervogels
- Enno Patalas (1929–2018), deutscher Filmkritiker und Filmhistoriker
- Enno Penno (1930–2016), estnischer Politiker
- Enno Popkes (Kirchenmusiker) (1904–1959), deutscher Kirchenmusiker und Orgelsachverständiger
- Enno Edzard Popkes (* 1969), deutscher evangelischer Theologe
- Enno Poppe (* 1969), deutscher Komponist und Dirigent
- Enno von Rintelen (1891–1971), deutscher Offizier
- Enno Rudolph (* 1945), deutscher Philosoph
- Enno Sander (1822–1912), deutscher Revolutionär von 1848
- Enno Schmidt (* 1958), deutscher Künstler
- Enno Siehr (* 1947), deutscher Politiker (SPD)
- Enno Spielhagen (1918–1974), deutscher Rundfunksprecher, -moderator und Discjockey
- Enno Stahl (* 1962), deutscher Schriftsteller und Journalist
- Enno Stephan (1927–2018), deutscher Journalist und Buchautor
- Enno Thümler (* 1937), deutscher Politiker (CDU)
- Enno Johann Heinrich Tjaden (1722–1781), ostfriesischer Jurist und Wissenschaftshistoriker
- Enno Trebs (* 1995), deutscher Schauspieler
- Enno Walter (1930–2024), deutscher Brigadegeneral